# チュンカイン県
チュンカイン県（チュンカインけん、ベトナム語：Huyện Trùng Khánh / 縣重慶?）は、ベトナム社会主義共和国カオバン省の県。面積は470.15 km²、人口は56,000人（2018年）である。

## 概要
2020年1月10日にチャーリン県を編入した。

## 行政区画
1市鎮18社から構成される。